# Ammophila heteroclypeola
Ammophila heteroclypeola es una especie de avispa del género Ammophila, familia Sphecidae.

## Taxonomía
Fue descrito por primera vez en 1998 por Li and Xue.